# Censure en Biélorussie
Cet article pourrait être enrichi en traduisant en français tout ou partie de Censorship in Belarus (en anglais)
(12 avril 2022)

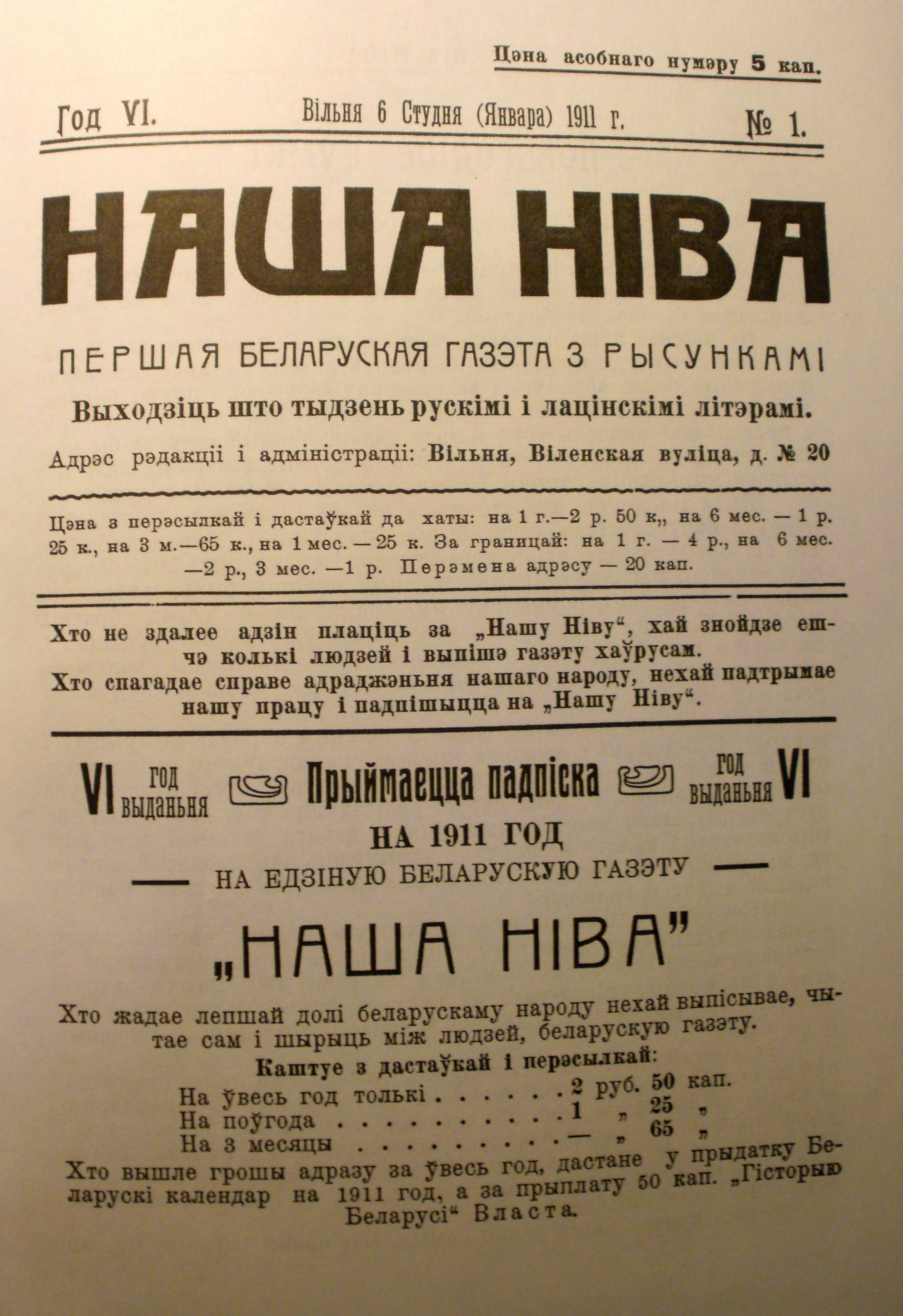
Depuis 2005, le journal Nacha Niva n'est plus vendu dans le réseau de distribution contrôlé par l'État.

La censure en Biélorussie, bien qu'interdite par la constitution du pays, est imposée par un certain nombre de lois. Celles-ci incluent une loi qui rend l'insulte au président passible de cinq ans de prison, et une autre qui rend la critique de la Biélorussie à l'étranger passible de deux ans de prison.
La liberté de la presse en Biélorussie reste extrêmement restreinte. Les médias publics sont subordonnés au président et le harcèlement et la censure des médias indépendants sont monnaie courante. Le gouvernement soumet les médias indépendants et étrangers à une intimidation politique systématique, en particulier pour avoir rendu compte de la détérioration de l'économie et des violations des droits de l'homme. Des journalistes sont harcelés et détenus pour avoir couvert des manifestations non autorisées ou travaillé avec des médias non enregistrés. Des journalistes ont été tués dans des circonstances suspectes. Ainsi, le 20 octobre 2004, Veronika Tcherkassova, journaliste du journal d'opposition Solidarnost, a été tuée à Minsk dans des circonstances qui n'ont toujours pas été éclaircies.
La plupart des points de vente indépendants locaux pratiquent régulièrement l'autocensure.

## Classements internationaux
Reporters sans frontières a classé la Biélorussie au 154e rang sur 178 pays dans son indice de la liberté de la presse 2010. Dans le rapport de 2011 de Freedom House sur la liberté de la presse, la Biélorussie a obtenu un score de 92 sur une échelle de 10 (le plus libre) à 99 (le moins libre), en raison des entraves systématiques à la liberté de la presse. Ce score place la Biélorussie au 9e rang des 196 pays inclus dans le rapport et lui vaut un statut de « Non libre ». En 2021, après une purge d'un an des médias indépendants par le régime d'Alexandre Loukachenko, le pays tombe à la 158e place du classement mondial de la liberté de la presse.

## Assassinats de journalistes et morts suspectes
De nombreux journalistes biélorusses ont été assassinés ou sont morts dans des circonstances suspectes depuis 1992. Le Comité pour la protection des journalistes recense et enquête sur ces différentes morts.
- Alexander Chulanov, correspondant sportif pour la télévision nationale d'État, a été retrouvé mort (après avoir été frappé avec un objet contondant) dans son appartement à Minsk le 1er mars 1994[6].
- Dzmitry Zavadski, caméraman de l'ORT, a disparu le 7 juillet 2000. La dernière fois qu'il a été vu, c'était à l'Aéroport international de Minsk. Le 14 mars 2002, Valery Ignatovich et Maxim Malik, anciens membres d'une unité spéciale de la police, ont été reconnus coupables et condamnés à la prison à vie pour son enlèvement. Sa famille a affirmé que la véritable responsabilité incombait au gouvernement (la même affirmation a été faite par deux anciens employés du bureau du procureur général et a été validée par le département d'État américain) et qu'ils n'étaient que des boucs émissaires. Il a été déclaré mort le 28 novembre 2003[7].
- Mykhailo Kolomyets, fondateur de l'Ukrainian News Agency a été retrouvé pendu près de Maladetchna, le 30 octobre 2002[8].
- Veronika Tcherkassova, journaliste pour Solidarnost, a été poignardée à mort dans son appartement, à Minsk, le 20 octobre 2004[9].
- Vasily Grodnikov, un journaliste travaillant pour Narodnaja Volya (en), a été retrouvé mort avec une blessure à la tête dans son appartement à Minsk le 17 octobre 2005[10].
- Aleh Byabenin (en), fondateur de Charte 97, a été retrouvé pendu le 3 septembre 2010, dans une zone à l'extérieur de Minsk. Alors que les autorités ont affirmé qu'il s'agissait d'un suicide, le Comité pour la protection des journalistes (CPJ) a estimé qu'il était raisonnablement certain qu'il avait été assassiné en représailles directes pour son travail de journaliste[11].
- Pavel Cheremet, journaliste à la télévision d'État biélorusse est assassiné le 20 juillet 2016 à Kiev. Une bombe avait été placée sous son véhicule[12],[13].

## Censure de Wikipédia
Le 11 mars 2022, la police politique biélorusse GUBOPiK arrête et détient Mark Bernstein, un contributeur de Wikipédia en russe habitant à Minsk. Il lui est reproché l'édition de l'article sur l'invasion de l'Ukraine par la Russie (Вторжение России на Украину (2022)), dans le contexte de la loi russe sur les fausses informations, interdisant l'utilisant des mots « guerre », « invasion » ou tout autre élément de langage non approuvé par l’État (voir la section « Russie »). Son identité et ses informations personnelles ont été diffusées la veille sur une chaîne Telegram visant à dénoncer des personnes véhiculant « des matériaux anti-russes » sur le conflit,,.